# Katia Beni
Katia Beni (Scandicci, 15 settembre 1961) è un'attrice italiana.
È nota per la sua interpretazione del personaggio di Tina nella serie televisiva Carabinieri.

## Carriera
Nasce come comica all'interno del trio tutto femminile Le Galline composto da Erina Maria Lopresti e Sonia Grassi (tutte e tre diplomate negli anni Ottanta presso la Scuola di Teatro di Bologna "Alessandra Galante Garrone"). Deve il suo debutto televisivo ad Alessandro Benvenuti.
Ha scritto un libro a quattro mani con Donatella Diamanti: Renzino mon amour - Lui, lei e l'arbre magic edito dalla "Loggia de' Lanzi editrice". Nel 2007 inizia un tour per i teatri che vede riunito, dopo 20 anni, il trio del Le Galline.

## Filmografia

### Cinema
- Zitti e mosca, regia di Alessandro Benvenuti (1991)
- Caino e Caino, regia di Alessandro Benvenuti (1993)
- Fratelli coltelli, regia di Maurizio Ponzi (1996)
- Bagnomaria, regia di Giorgio Panariello (1999)
- La vita è un gioco, regia di F. Campus (1999)
- Amici miei - Come tutto ebbe inizio, regia di Neri Parenti (2011)
- Buona giornata, regia di Carlo Vanzina (2012)
- Sarebbe stato facile, regia di Graziano Salvadori (2013)
- Quel genio del mio amico, regia di Alessandro Sarti (2021)

### Televisione
- Il sabato dello Zecchino (Rai 1, 1985)
- Jeans con il trio Le Galline (Rai tre, 1987)
- La fabbrica dei sogni con il trio Le Galline (Rai tre, 1987)
- Via Teulada 66 con il trio Le Galline (Rai 1, 1988)
- Il piacere dell'estate con il trio LE GALLINE (Rai due, 1988).
- Festival Nazionale del Cabaret di Loano con il trio Le Galline (Italia 1, 1988)
- Andy & Norman, sitcom (Italia 1, 1991-1992)
- Il tiggì delle vacanze 30 puntate (Italia 1, 1992)
- Gialli comici con Aldo, Giovanni e Giacomo, 4 puntate (Italia 1, 1993)
- Saxarubra 6 puntate (Rai tre, 1994)
- Aria fresca condotta da Carlo Conti, 30 puntate (TMC, 1995)
- Domenica in condotta da Mara Venier, 40 puntate (Rai 1, 1996)
- Galagoal / "Roxy Bar" (TMC, 1997)
- Tappeto volante (TMC, 1999)
- Maurizio Costanzo Show (Canale 5, 1999)
- Hotel Otello fiction 16 puntate (Cecchi Gori) 2000
- Carabinieri fiction, 12 puntate (Canale 5, 2001-2007)
- Tutti i sogni del mondo fiction – 4 puntate (Rai due, 2002)
- La squadra fiction  (Rai Tre, 2005)
- Medicina generale fiction (Rai 1, 2008)
- Distretto di Polizia 10 fiction, episodio 10x14 (Canale 5, 2010)
- È arrivata la felicità fiction (Rai 1, 2018)
- Pezzi unici fiction (Rai 1, 2019)
- Sei nell'anima, regia di Cinzia TH Torrini – film TV (2024)

### Teatro
- Volononvolo con il trio LE GALLINE (1985)
- Galline con il trio LEGALLINE (1987)
- Pazzo show di A. Benvenuti e LE GALLINE (1988)
- Crepi il lupo commedia di A. Benvenuti (1989)
- Prese di petto di A. Benvenuti (1990)
- Perla d'arsella monologo tragicomico di A. Benvenuti e K. Beni (1993)
- Il pianeta dalle teste a pera monologo comico di Zuzzurro e K. Beni (1994)
- Bulle e impossibili commedia di D. Diamanti regia di A. Garzella (1995)
- Un cubo da morsi monologo comico di K. Beni, D. Diamanti e G. Gennai (1997)
- Talk scioc condotto da K. Beni e Sonia Grassi (1998)
- Indovina da chi andiamo a cena? commedia di D. Diamanti regia di A. Taddei (2000)
- I monologhi dalla vagina di Eve Esler con K. Beni D. Conti A. Meacci (2001)
- 1,2,3 Chiacchiere!  di e con K. Beni D. Conti, A. Meacci (2002)
- Più o meno cabaret di e con Katia Beni (2004/05)
- Prima e dopo di Alessandro Benvenuti e Le Galline 2006/07
- Sottosopra di Andrea Biagini (2007)
- Come vi pare purché pari 2007/08 festival delle pari opportunità della regione toscana
- Trash Recital di K. Beni, F. Genovesi,D.Diamanti 2008
- Prima o poi casco di K. Beni, F. Genovesi,D.Diamanti 2010
- Ticket & Tac di K. Beni e A.  Meacci, D .Diamanti 2012
- Tutto sotto il tetto di K. Beni e D. Diamanti 2014
- Bulle impossibili di D. Diamanti 2014
- Non c'è duo senza te di K. Beni A. Meacci, A. Severi 2014
- Scoop di K. Beni D.Diamanti A. Meacci 2015